# Donjosaski jezik
Donjosaski jezik (ISO 639-3: nds; Neddersassisch, Plattdütsch, Nedderdütsch; njem. Niedersächsisch, Plattdeutsch), najznačajniji donjosaski jezik u Njemačkoj, raširen uz donju Rajnu od Aachena do Wittenberga. Govori ga ili razumije oko 10 000 000 ljudi.
Potječe direktno od starosaskog jezika. Ima između 20 i 30 dijalekata. Službeno je priznat kao poseban jezik u osam njemačkih zemalja. 

## Vanjske poveznice
- Ethnologue (14th)
- Ethnologue (15th)